# Wybory parlamentarne w Kuwejcie w 2008 roku
Wybory parlamentarne w Kuwejcie w 2008 roku odbyły się 17 maja. Były to wybory przedterminowe, rozpisane po tym jak w marcu emir Sabah Al-Ahmad Al-Jaber Al-Sabah rozwiązał skłócony z rządem parlament.
274 kandydatów, w tym 27 kobiet, ubiegało się o miejsca w 50-osobowym unikameralnym parlamencie Kuwejtu - Zgromadzeniu Narodowym.

## Wyniki
Zwycięstwo w wyborach odniosły siły konserwatywnych muzułmanów, którzy uzyskali 24 z 50 możliwych do zdobycia mandatów. Pozostałe miejsca zajmą przywódcy plemienni, również uchodzący za przeciwnych większym zmianom w polityce gospodarczej Kuwejtu.